# شلتوک‌لی (بتلیس)
شلتوک‌لی (به ترکی استانبولی: Çeltikli) یک منطقهٔ مسکونی در ترکیه است که در بیتلیس واقع شده‌است. شلتوک‌لی ۲۹۰ نفر جمعیت دارد.